# Point Blank (album Bonfire)
Point Blank – album studyjny niemieckiego zespołu Bonfire, wydany w październiku 1989 roku nakładem wytwórni MSA Records na LP, MC i CD.
Nagrań dokonano w Amigo Studios w Los Angeles oraz studio Enterprise w Burbank. W trakcie nagrań gitarzysta Hans Ziller z powodu konfliktu z zespołem opuścił go i założył własny projekt, EZ Livin'. Album zajął 16. miejsce na niemieckiej oraz 74. na brytyjskiej liście przebojów.
W 2009 roku nakładem wytwórni YesterRock album został wznowiony na CD, z bonusowymi utworami wykonanymi na żywo.

## Lista utworów
1. „Bang Down the Door” (3:19)
2. „Waste No Time” (3:13)
3. „Hard on Me” (3:07)
4. „Why Is It Never Enough?” (4:11)
5. „Tony's Roulette” (4:45)
6. „Minestrone” (0:57)
7. „You're Back” (3:10)
8. „Look of Love” (4:41)
9. „The Price of Loving You” (3:04)
10. „Freedom Is My Belief” (3:42)
11. „Gimme Some” (3:16)
12. „Say Goodbye” (3:42)
13. „Never Surrender” (5:00)
14. „(20th Century) Youth Patrol” (3:24)
15. „Jungle Call” (0:30)
16. „Know Right Now” (3:52)
17. „Who's Foolin' Who” (3:56)

### Wersja z 2009
1. „Bang Down the Door” (3:18)
2. „Waste No Time” (3:13)
3. „Hard on Me” (3:06)
4. „Why Is It Never Enough?” (4:11)
5. „Tony's Roulette” (4:45)
6. „Minestrone” (0:58)
7. „You're Back” (3:10)
8. „Look of Love” (4:41)
9. „The Price of Loving You” (3:04)
10. „Freedom Is My Belief” (3:43)
11. „Gimme Some” (3:15)
12. „Say Goodbye” (3:42)
13. „Never Surrender” (5:00)
14. „(20th Century) Youth Patrol” (3:24)
15. „Jungle Call” (0:30)
16. „Know Right Now” (3:52)
17. „Who's Foolin' Who” (3:54)
18. „You Make Me Feel (live)” (3:03)
19. „Who's Foolin' Who (live)” (4:12)
20. „Band Introduction (live)” (2:02)
21. „(20th Century) Youth Patrol (live)” (2:08)
22. „Drum Solo (live)” (2:14)
23. „Don't Get Me Wrong (live)” (3:37)
24. „Waste No Time (live)” (3:16)

## Wykonawcy
- Claus Lessmann – wokal, gitara akustyczna
- Angel Schleifer – gitara, wokal wspierający
- Joerg Deisinger – gitara basowa, wokal wspierający, perkusja wokalna
- Edgar Patrik – perkusja, wokal wspierający
- Hans Ziller – gitara (1, 4, 5)
- Fred Curci – wokal wspierający (gościnnie)